# Bioconcentration
La bioconcentration désigne le phénomène qui, pour une substance donnée (oligoélément, polluant, radioisotope, etc.), va engendrer des concentrations dans les êtres vivants supérieures aux concentrations présentes dans le milieu.

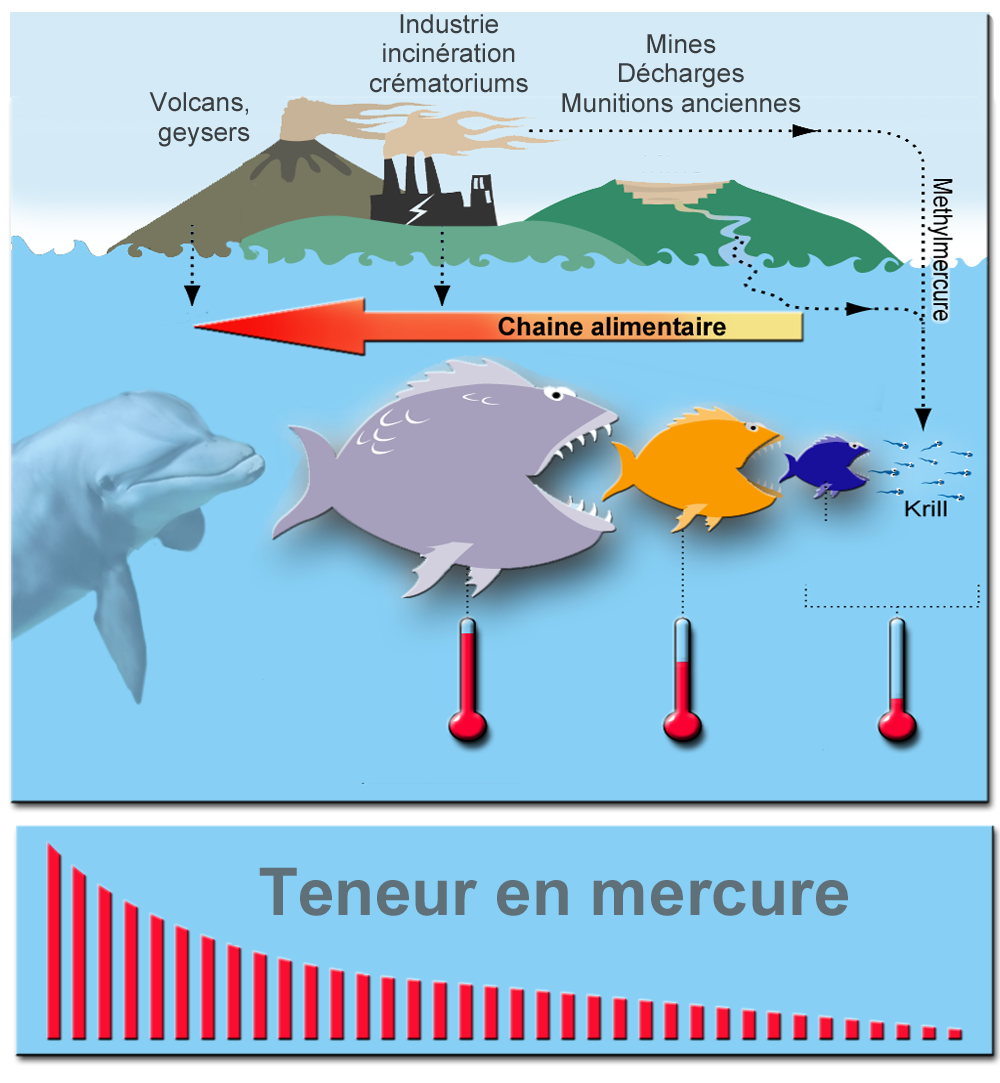
Schéma simplifié de la « cinétique environnementale du mercure » et de sa biomagnification dans le réseau trophique. Le mercure naturel, et celui émis par les centrales électriques au charbon, l'industrie, les mines et l'orpaillage, etc. aboutit en mer et dans les sédiments marins où il se transforme en partie en méthylmercure (plus écotoxique et toxique pour l'homme, et entrant facilement dans la chaîne alimentaire où il se concentre à chaque étape de cette chaîne). Les grands prédateurs comme les cachalots, orques, requins, espadons, thons ou les vieux brochets, ou des charognards comme le flétan contiennent ainsi les taux de mercure les plus élevés.
Le mercure nuit gravement au développement ; des limites et recommandations (de l'EPA et d'autres autorités), ici symbolisées par les thermomètres visent donc à protéger les femmes en âge d'enfanter et les enfants de 12 ans ou moins.
Les cétacés, des dauphins, bélugas et marsouins aux cachalots en passant par les orques peuvent bioconcentrer de grandes quantités de mercure méthylé. Mais hors quelques exceptions (Japon, Norvège...), ils ne sont habituellement plus consommés par l'Homme.

Il y a bioconcentration quand pour un organisme ou une population associée à un milieu (biocénose), l'absorption et rétention de contaminants prélevés dans le milieu est supérieure à l'élimination naturelle... avec dilution dans le milieu ou adsorption sur le substrat minéral ou organique non-vivant (tourbe, charbon.)
Le milieu considéré est généralement l'air (qui contamine par exemple les lichens, considérés pour cette raison comme bioindicateurs), l'eau, les sols et sédiments, mais la nécromasse (ex : biocontamination par les nécrophages ou organismes du bois-mort...) ou le système digestif (et son microbiote) sont aussi des milieux où le phénomène de bioconcentration est actif.
Le « facteur de bioconcentration » (FBC ou BCF en anglais) désigne le rapport entre concentration du composé chimique (métal lourd par exemple) dans l'organisme vivant et celle dans le milieu (eau/air/sol). Ce facteur permet d'établir la bioaccumulation.

## Exemple
- Les moules sont un exemple souvent cité d'espèces bioaccumulatrices (fréquent chez les animaux filtreurs) qui peuvent bioconcentrer des molécules de l'environnement à des teneurs de plusieurs centaines de milliers de fois supérieures à celles qui sont mesurées dans l'eau. Il peut s'agir d'oligoéléments utiles (iode marin) ou de contaminants toxiques (ex: iode 131 radioactif, ou plomb, mercure, cadmium ou encore toxines organiques produites par un plancton..)
- Les poissons et organismes (ex : cétacés) marins piscivores tendent à facilement et parfois fortement (dans le cas du thon, du marlin ou de l'espadon par exemple) bioconcentrer le mercure (sous forme de méthylmercure notamment).
- Les champignons font de même pour de nombreux métaux lourds dans le sol, et les lichens ou les mousses peuvent bioconcentrer des polluants de l'air (éléments traces métalliques tels que le mercure, le cadmium ou le plomb, voire des radionucléides tels que le césium issu des retombées des essais nucléaires atmosphériques ou d'accidents tels que celui de Tchernobyl). 
La fongoremédiation est basée sur cette caractéristique.

## Biomagnification
La bioconcentration permet à l'échelle du réseau trophique et de l'écosystème la biomagnification.

Elle dépend de plusieurs facteurs, dont
- caractère plus ou moins persistant du contaminant concernée (ex : métaux lourds non biodégradables, ou polluant organique persistant à longue durée de vie),
- bilan absorption/excrétion, de la métabolisation mais aussi de la perte de matière lors de la reproduction, du taux de croissance de l'organisme en question (en particulier les cuticules et coquilles, dont coquilles de moules) peuvent absorber d'importantes quantités de contaminants et en quelque sorte détoxiquer l'animal)